# Zaha Hadid
Dame Zaha Hadid Mohammad (in arabo زها حديد‎?; Baghdad, 31 ottobre 1950 – Miami, 31 marzo 2016) è stata un'architetta e designer irachena naturalizzata britannica.
Ha ricevuto il Premio Pritzker nel 2004 (prima donna a ottenerlo) e il Premio Stirling nel 2010 e nel 2011. È stata una delle capofila e massime esponenti della corrente decostruttivista. Nel 2010 il Time la include nell'elenco delle 100 personalità più influenti al mondo. Nel 2013, lo studio Zaha Hadid Architects con 246 architetti dipendenti, si colloca al 45º posto nell'elenco dei più importanti studi di architettura del mondo secondo BD Insurance Bureau.

## Biografia

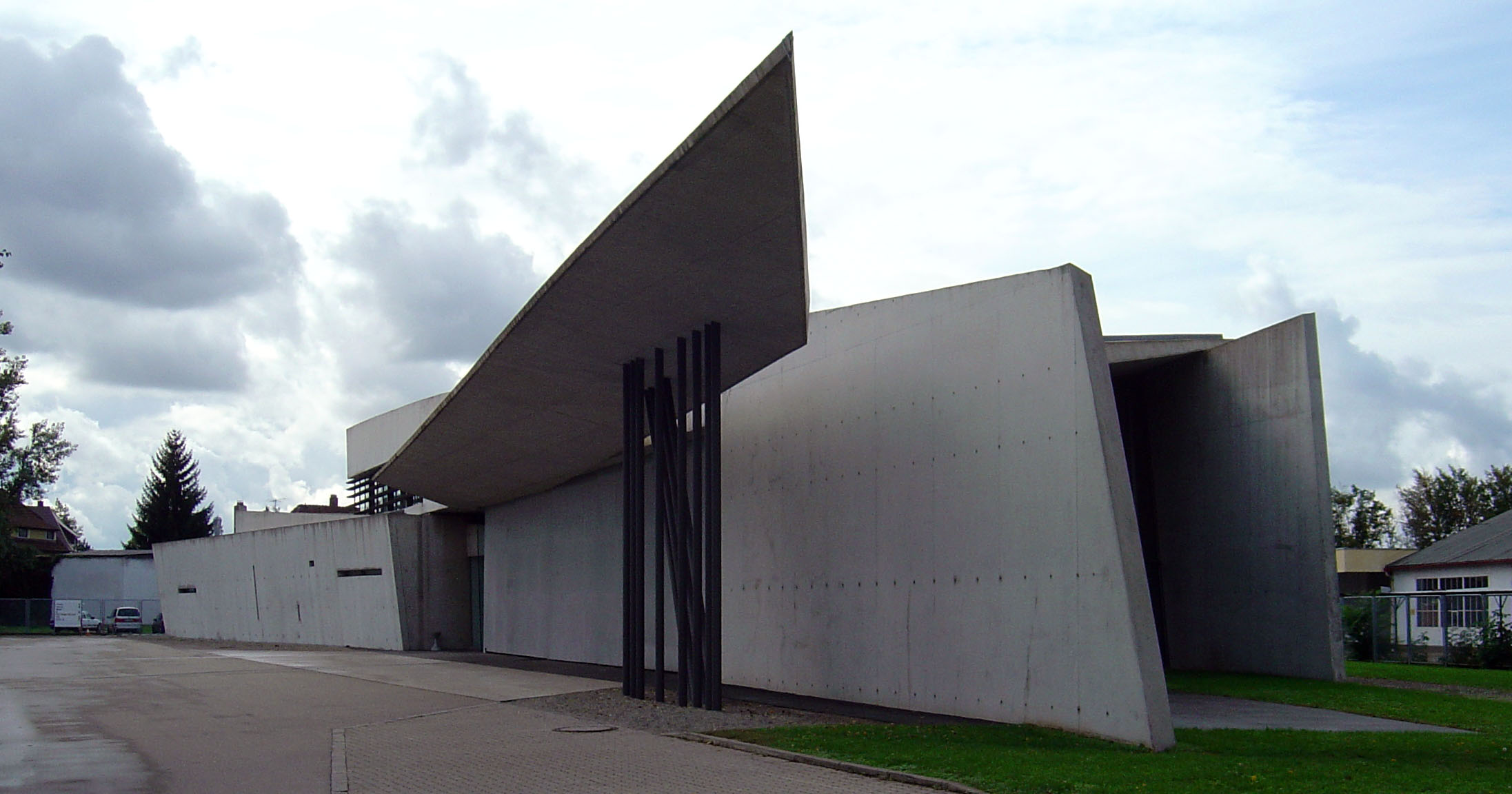
Vitra Fire Station, Weil am Rhein, (1993)

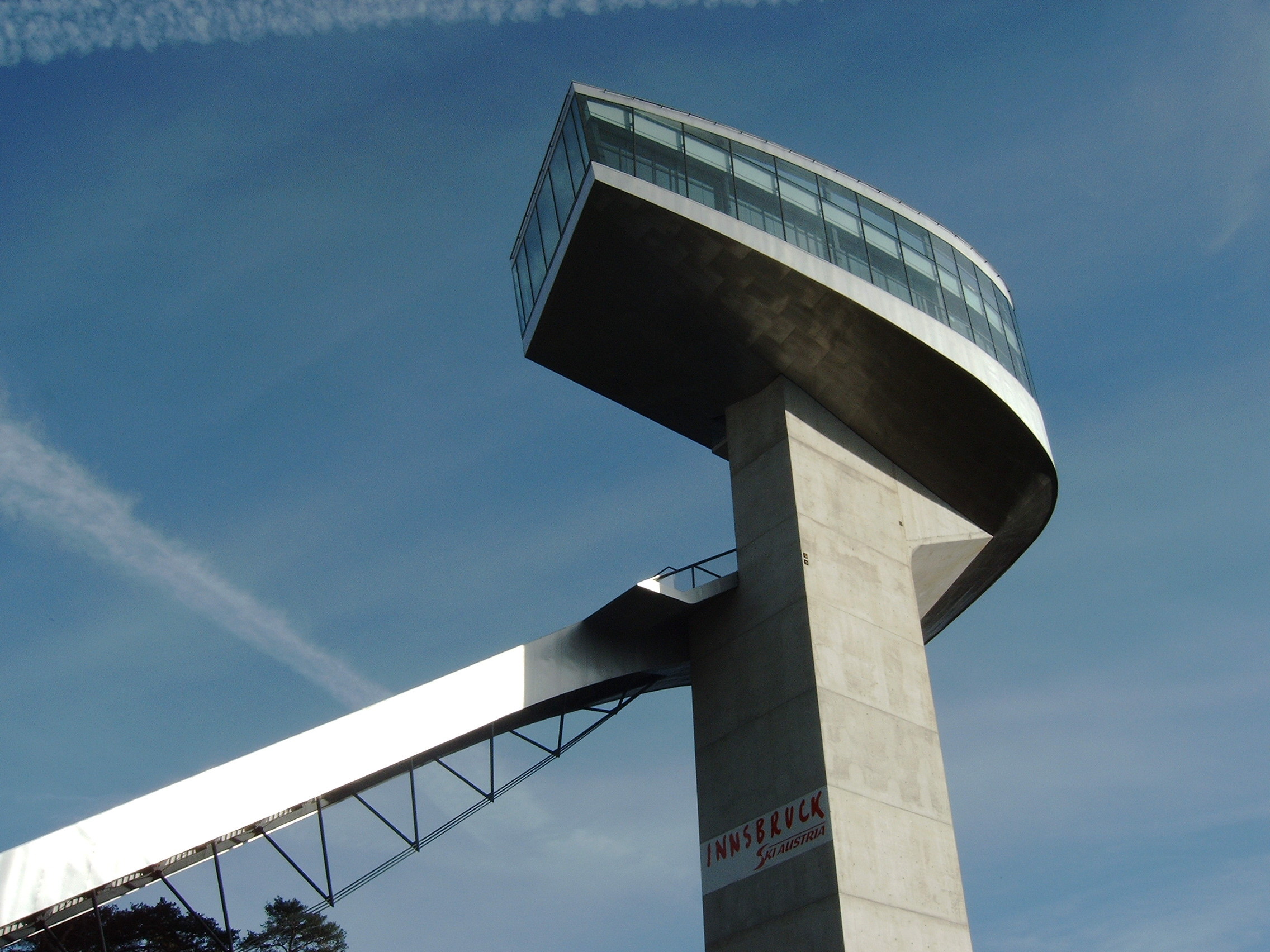
Trampolino di Bergisel, Innsbruck, 2002

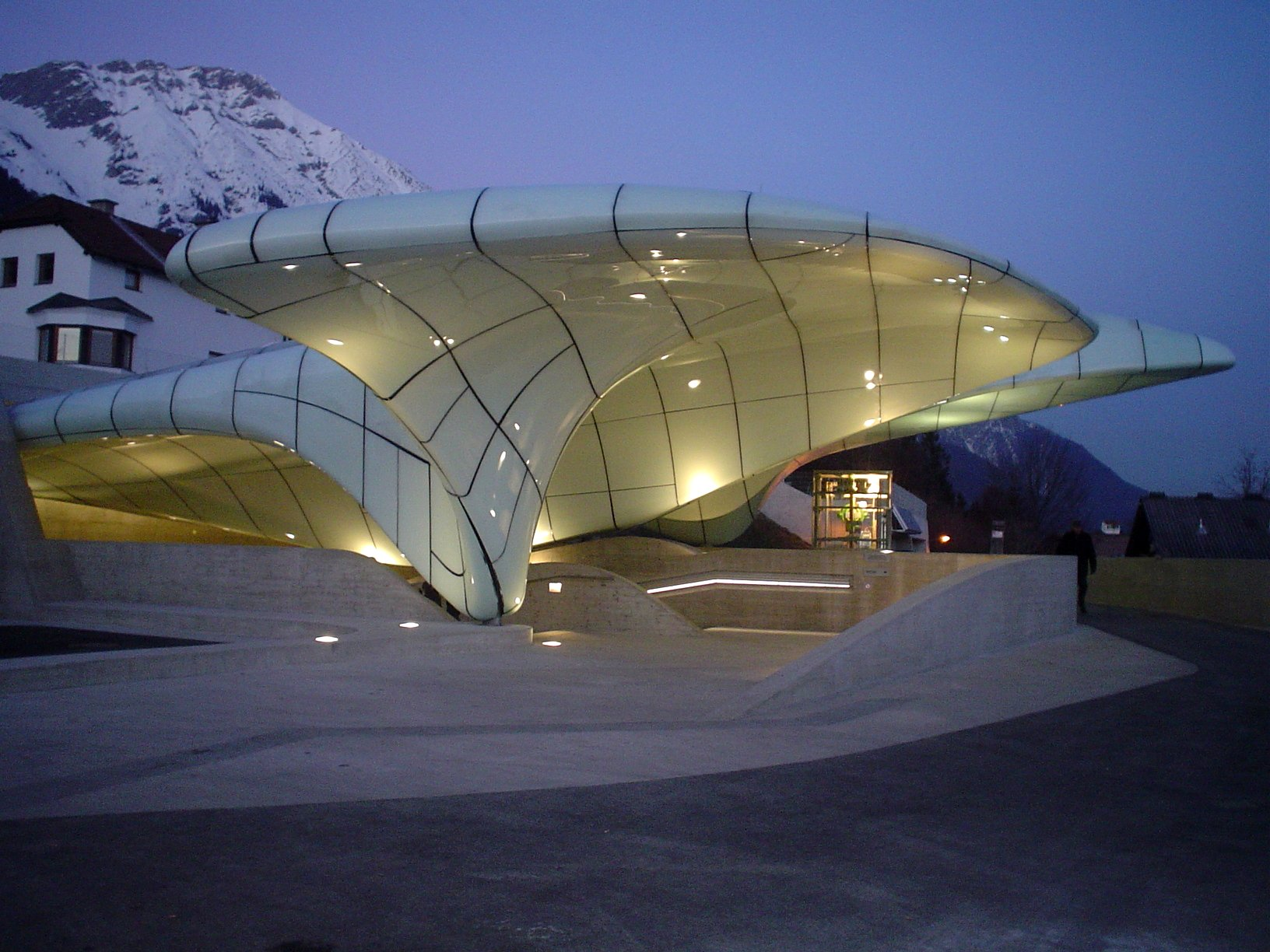
Stazioni della funicolare di Innsbruck, 2002

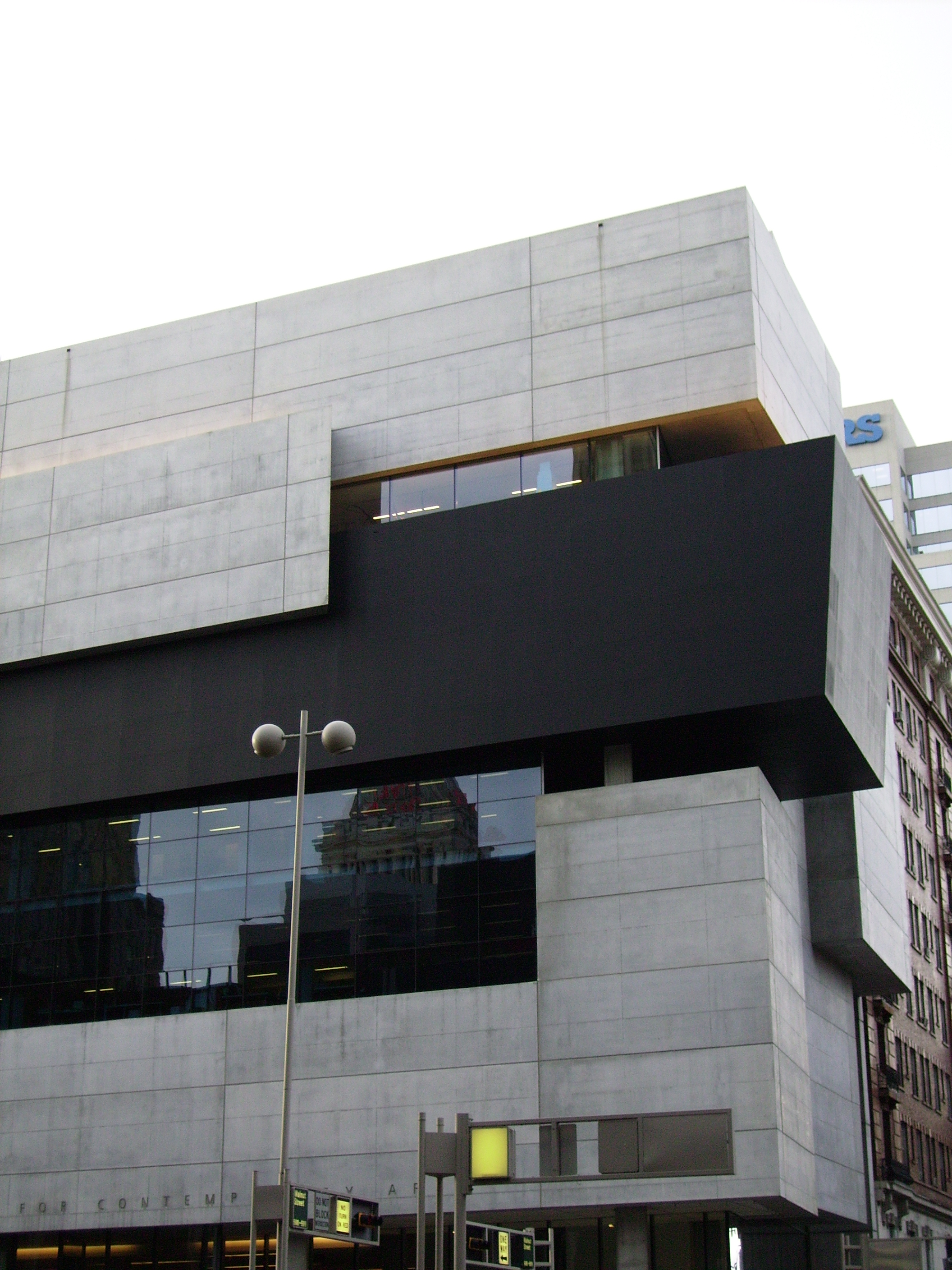
Rosenthal Center for Contemporary Art, Cincinnati, Ohio 2003

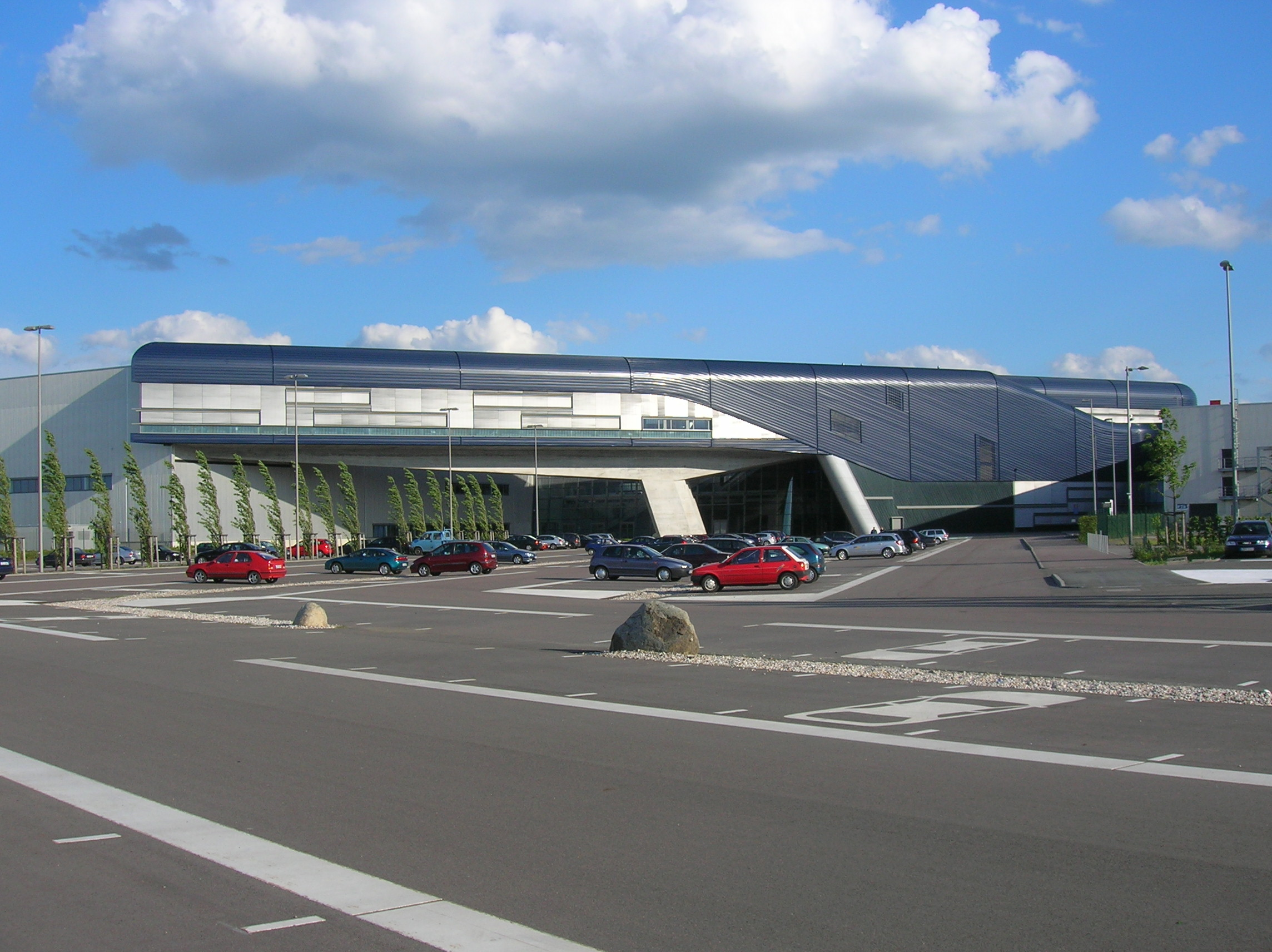
BMW Central Building, Lipsia, 2005

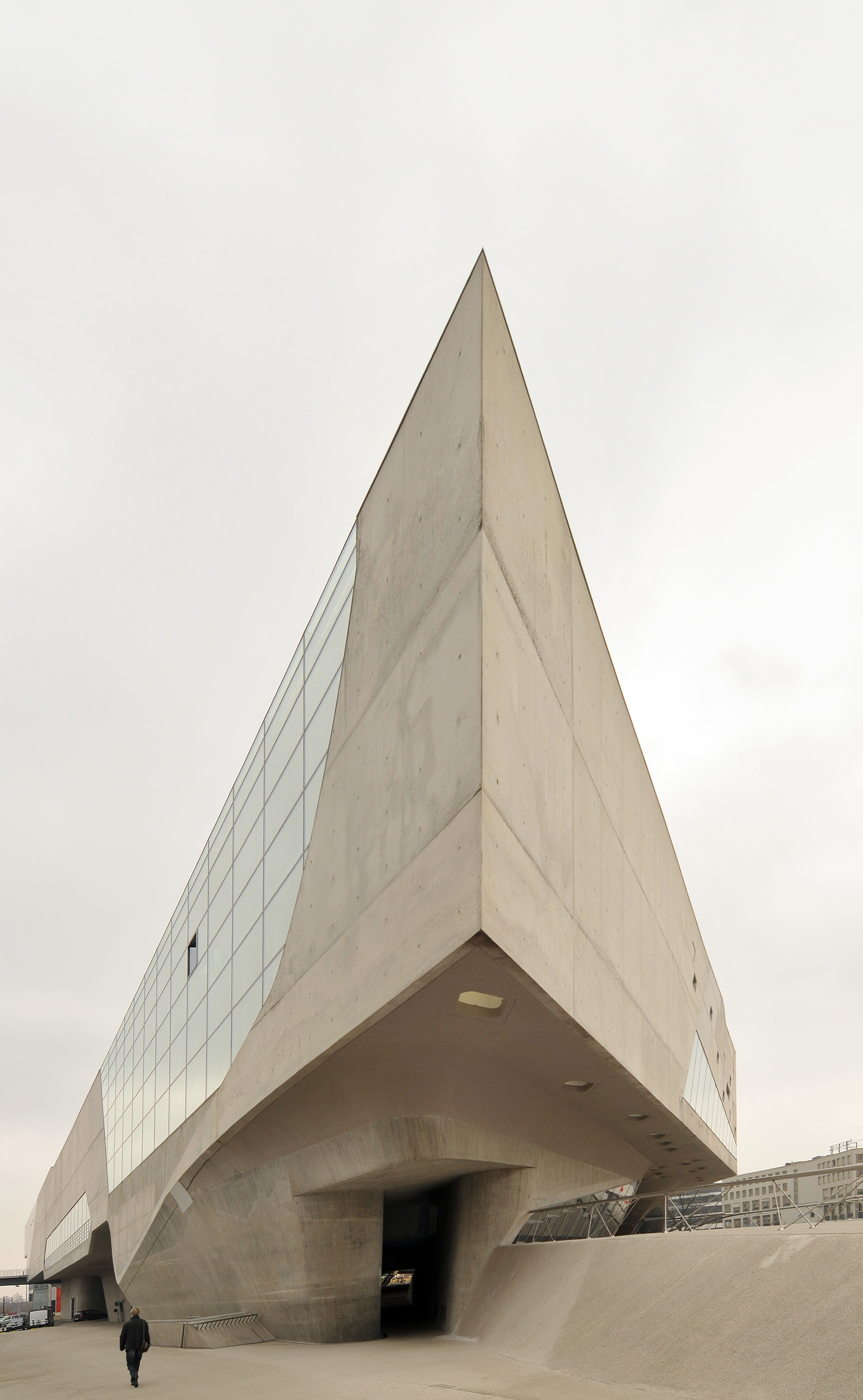
Museo della Scienza Phaeno, Wolfsburg, Germania, 2005

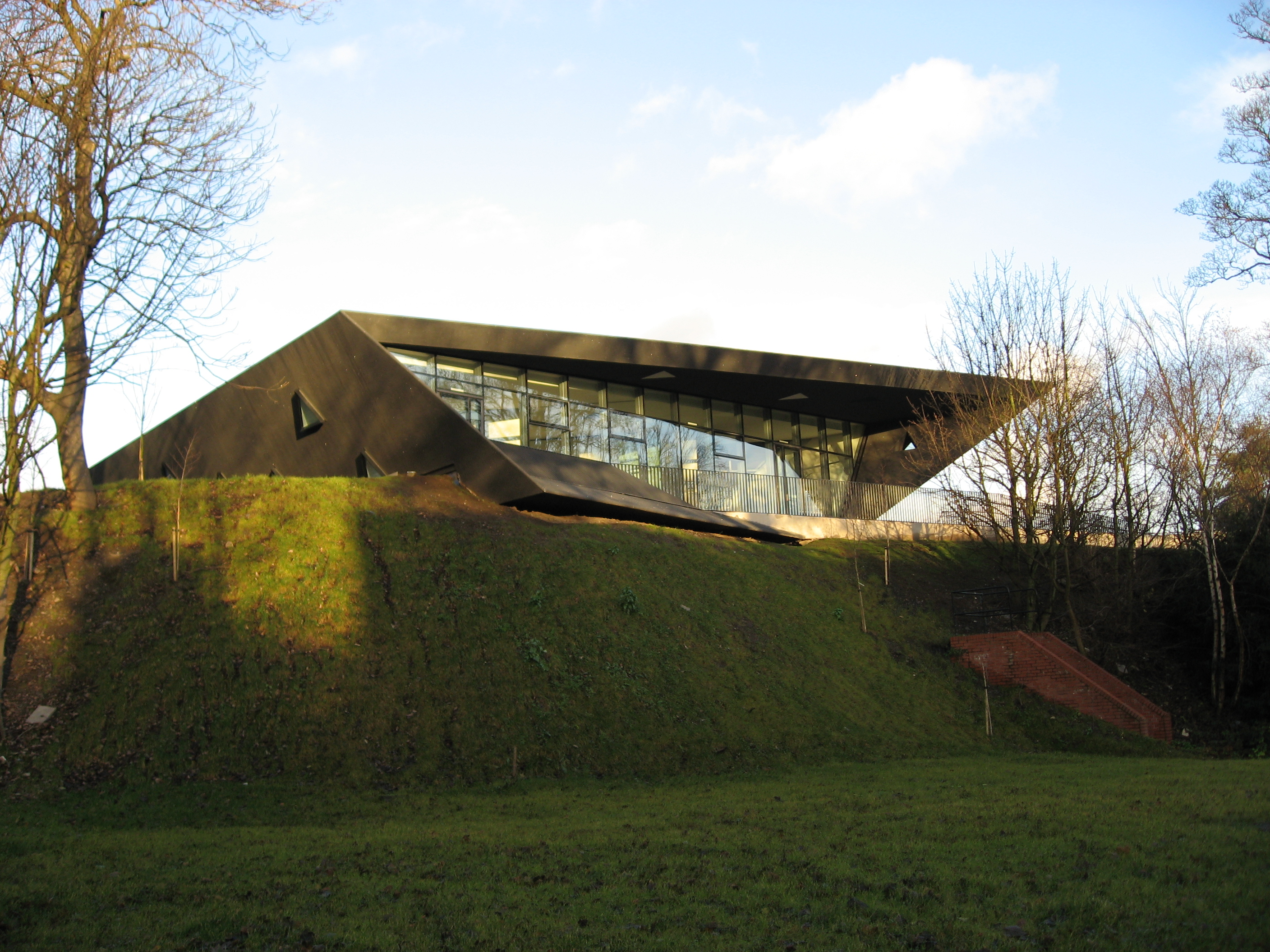
Maggie's Centres, Kirkcaldy, Scozia, 2006

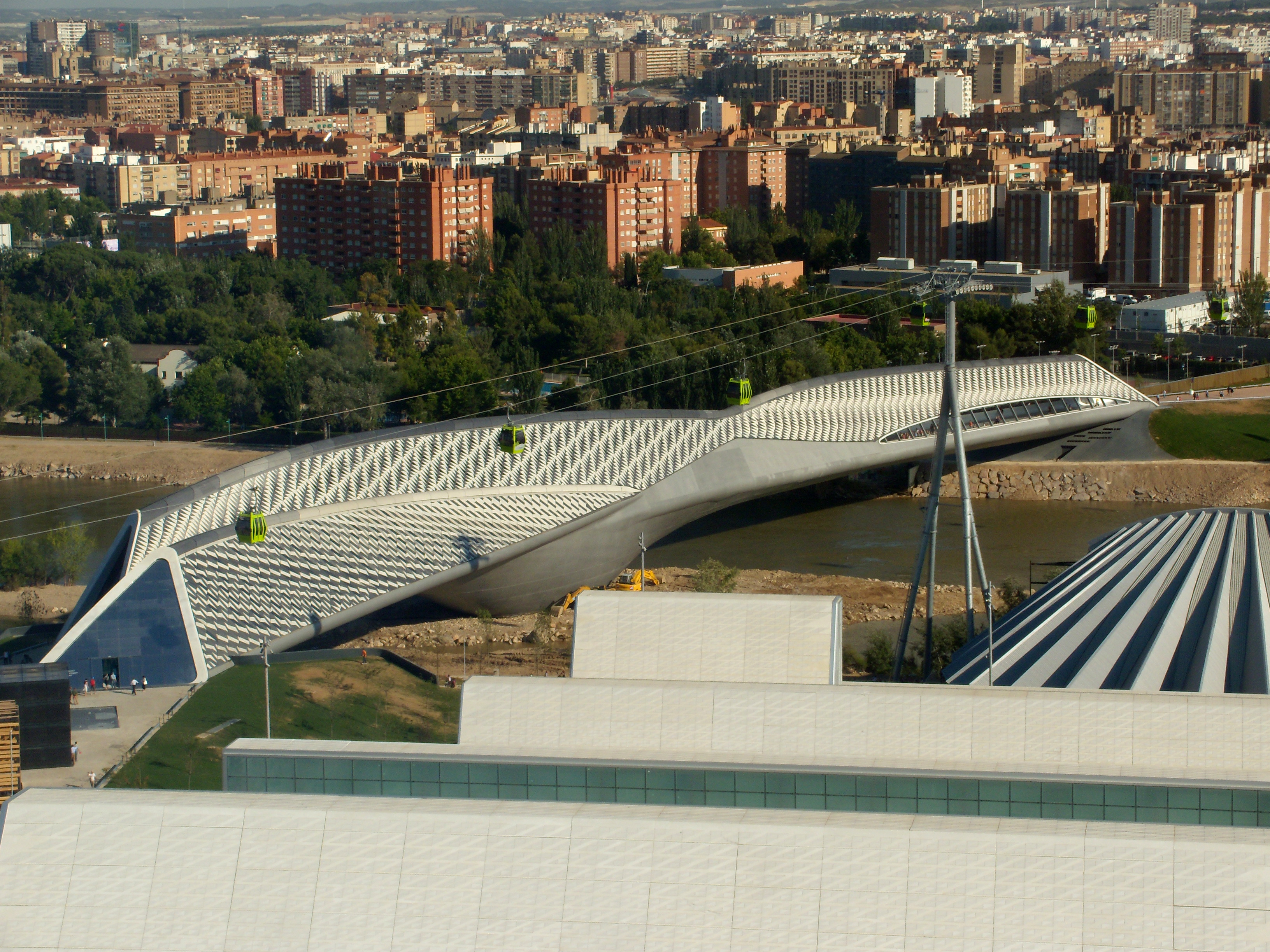
Ponte-Padiglione dell'Expo 2008, Saragozza, 2008

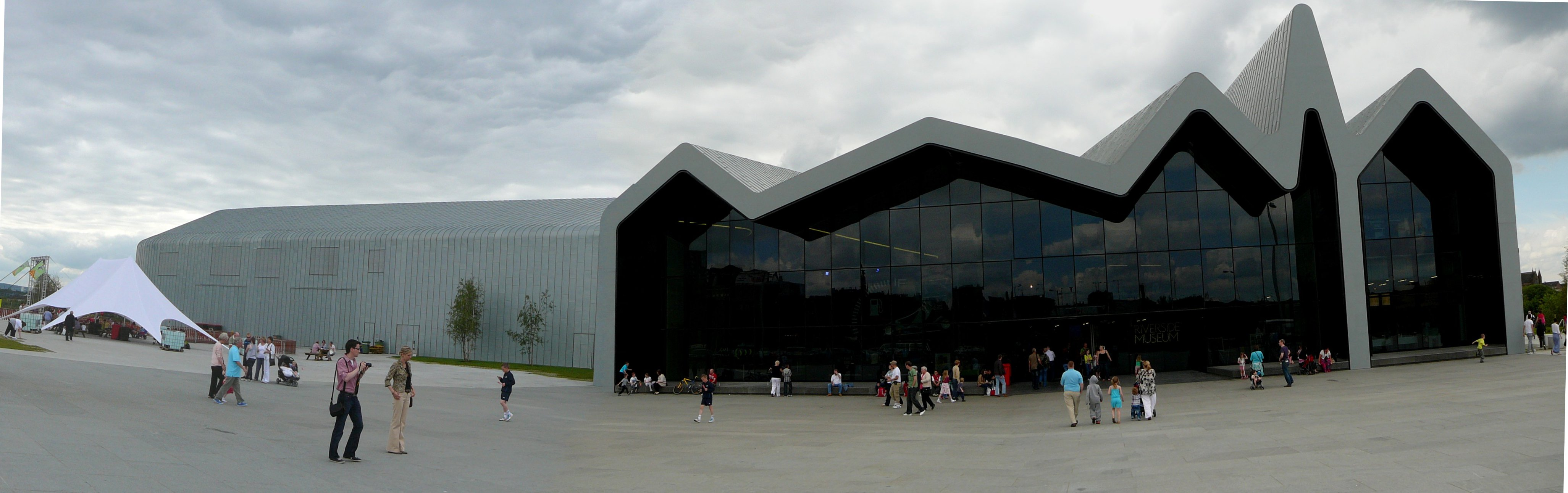
Riverside Museum, Glasgow, 2004–2010

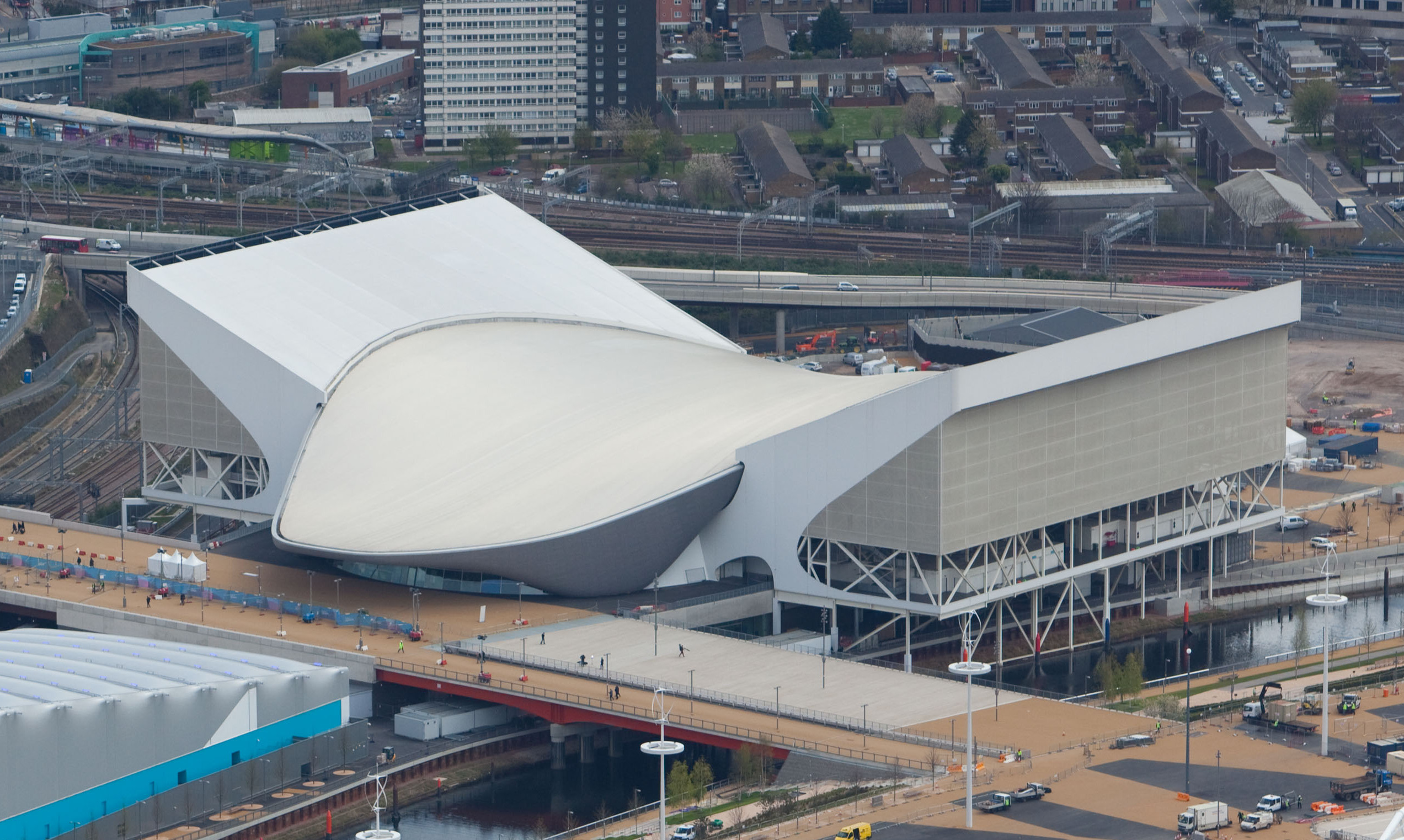
London Aquatics Centre, Londra, 2007-2012

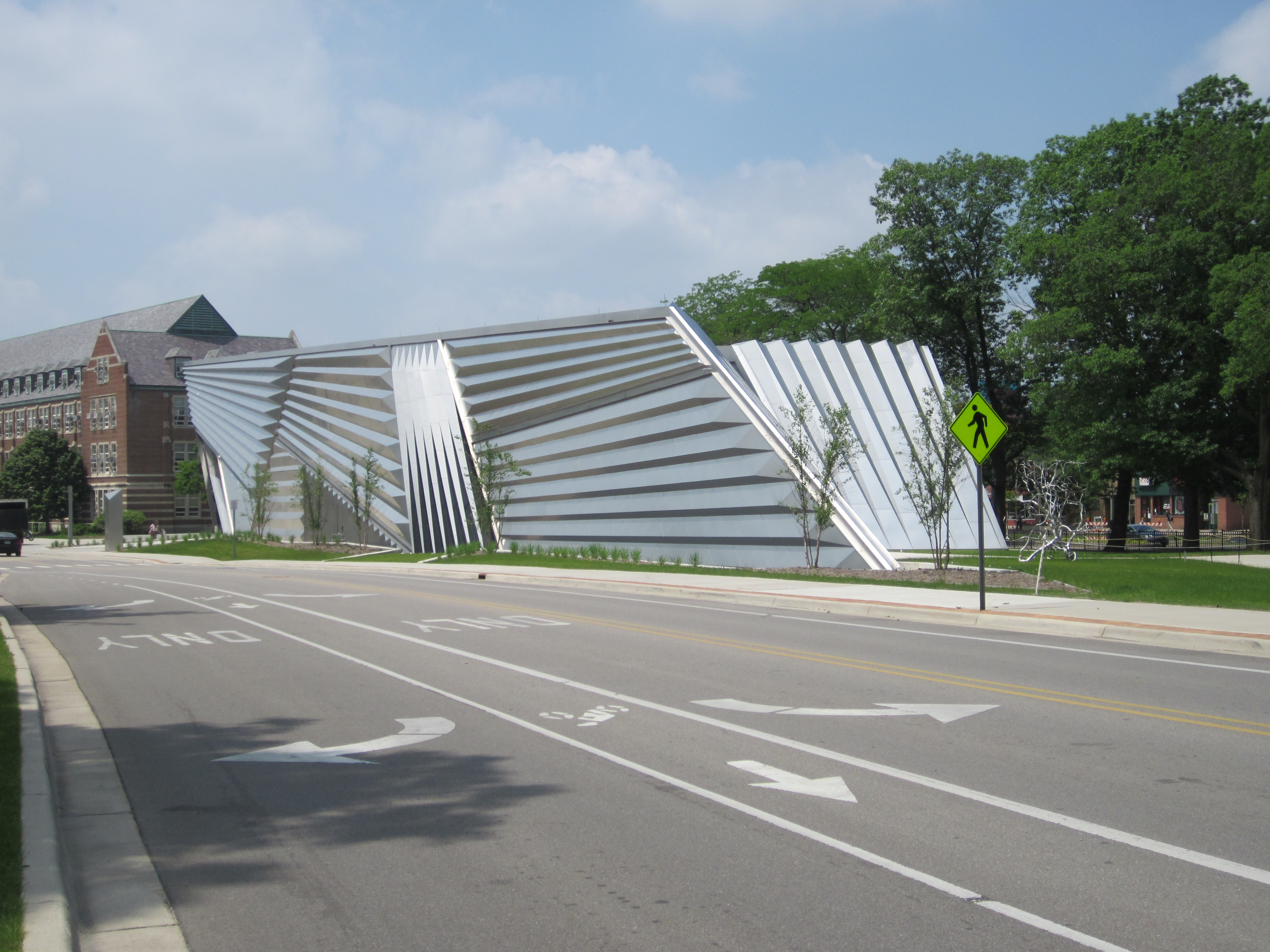
Eli and Edythe Broad Art Museum, East Lansing, Michigan, 2010–2012

È nata a Baghdad, in Iraq, da una famiglia benestante (il padre era un ricco industriale e un importante politico), e cresciuta in uno dei primi edifici di ispirazione bauhaus a Baghdad durante un'epoca in cui "modernismo" significava glamour e pensiero progressista in Medio Oriente. Ha conseguito una laurea in matematica alla American University di Beirut prima di trasferirsi a Londra, nel 1972, per studiare alla Architectural Association, dove ha incontrato Rem Koolhaas, Elia Zenghelis e Bernard Tschumi.
Dopo aver conseguito il titolo ha lavorato con i suoi ex professori, Koolhaas e Zenghelis, presso l'Office for Metropolitan Architecture (OMA), a Rotterdam, nei Paesi Bassi, diventando socia nel 1977. Attraverso la sua associazione con Koolhaas, ha incontrato Peter Rice, l'ingegnere che le ha dato sostegno e l'ha incoraggiata nella fase iniziale, in un momento in cui il suo lavoro sembrava difficile. Nel 1994 ha insegnato alla Graduate School of Design dell'Università di Harvard, occupando la cattedra che fu di Kenzō Tange. Nel 1980 fondò il suo studio, con sede a Londra. Dagli anni ottanta insegna alla Architectural Association.
È deceduta nel 2016 all'età di 65 anni, a seguito di un attacco cardiaco mentre era in ospedale a Miami, dove era stata ricoverata per una bronchite.

### Insegnamento
Zaha Hadid ha insegnato in prestigiose università di tutto il mondo, tra cui la Harvard Graduate School of Design, dove è stata alla cattedra Kenzo Tange e presso la Facoltà di Architettura all'University of Illinois di Chicago, dove ha insegnato il presidente Sullivan. Ha anche lavorato come docente ospite presso la Hochschule für bildende Künste Hamburg di Amburgo, la Scuola di Architettura Knowlton all'Università statale dell'Ohio, la Masters Studio alla Columbia University e la Scuola Eero Saarinen di Progettazione Architettonica presso la Yale School of Architecture. Dal 2000 Zaha Hadid è stata professoressa ospite presso l'Università di Arti Applicate di Vienna, nel Zaha Hadid Master Class Vertical-Studio.
È stata nominata membro onorario dell'American Academy of Arts and Letters e dell'American Institute of Architects. È anche stata nel Consiglio di fondazione di The Architecture Foundation.

## Riconoscimenti internazionali
Vincitrice di molte competizioni internazionali, diversi dei suoi progetti vincenti non furono mai costruiti, come ad esempio il Peak Club in Hong Kong (1983) e il Cardiff Bay Opera House in Galles (1994). Nel 1999 è la progettista per il palcoscenico e la scenografia del Nightlife Tour dei Pet Shop Boys, evento di forte impatto visivo, e nel 2002 Hadid vinse la competizione internazionale per disegnare il masterplan dell'one-north di Singapore. Nel 2005, il suo progetto vinse la competizione per il nuovo Casinò della città di Basilea in Svizzera.
Nel 2004 Hadid è diventata la prima donna a vincere il Premio Pritzker di Architettura, che in architettura equivale a un Premio Nobel. È membro del comitato di redazione della Enciclopedia Britannica. Nel 2006, è stata onorata con una retrospettiva che attraversa tutta la sua opera al Museo Guggenheim di New York. Ha ricevuto una laurea honoris causa presso l'Università americana di Beirut. Fonda il suo studio di progettazione architettonica, Zaha Hadid Architects, che impiega più di 400 persone e ha sede in un ex edificio scolastico vittoriano a Clerkenwell, Londra.
Nel 2008, è stata classificata 69ª nella rivista Forbes delle "100 donne più potenti del mondo". Il 2 gennaio 2009, è stata la guest editor del programma della mattina della BBC, Today.
Nel 2010, è stata nominata dal Time come una pensatrice influente nel numero TIME 100. Nel settembre 2010, la rivista britannica New Statesman ha posizionato Zaha Hadid al quarantaduesimo posto nella sua indagine annuale delle "50 figure più influenti al mondo del 2010". Lei è stata indicata come una delle 50 meglio vestite in oltre 50 anni da The Guardian nel marzo 2013.
Ha vinto il Premio Stirling per due anni consecutivi: nel 2010, per una delle sue opere più celebri, il MAXXI, il nuovo centro per le arti contemporanee a Roma, nel 2011 per la Evelyn Grace Academy, una scuola con forme a Z a Brixton, Londra.
Hadid è stata la progettista del Dongdaemun Design Plaza a Seul, Corea del Sud, che dovrebbe essere il fulcro dei festeggiamenti per la designazione della città come Capitale Mondiale del Design del 2010.
Hadid è stata nominata Commendatore dell'Ordine dell'Impero Britannico nel 2002 e Dama di Commenda dell'Ordine dell'Impero Britannico nel 2012, al compleanno con onorificenze per i servizi all'architettura.
Il mese prima della sua morte, è stata insignita della Royal Gold Medal dal Royal Institute of British Architects, diventando così la prima donna a ricevere individualmente il riconoscimento.

## Architettura d'interni e design dei prodotti
Ha anche intrapreso un lavoro di alto profilo d'interni, tra cui la Zona Mente e la Zona Piedi al Millennium Dome di Londra, così come le installazioni di mobili fluidi nei dintorni georgiani del club privato Home House a Marylebone, e la macchina a idrogeno Z.CAR, un'automobile a tre ruote.
Nel 2007 Hadid ha progettato il divano Moon System per B&B Italia, il principale produttore di mobili in Italia. Nel 2008 ha disegnato una collezione di scarpe per Lacoste. Nello stesso anno, ha anche collaborato con il produttore di rubinetteria Triflow concetti per produrre due nuovi progetti a sua firma parametrico stile architettonico. Nel 2010 su commissione dell'amico Karl Lagerfeld progetta il Mobile Art Pavilion per Chanel.

## Opere

### Opere concettuali
- Cardiff Bay Opera House (1995), Cardiff, Galles - non realizzato
- Price Tower estensione ibrida del progetto (2002), Bartlesville, Oklahoma – in attesa

### Opere realizzate

#### Biblioteche
- Library and Learning Centre University of Economics Vienna (2008-2013), Vienna, Austria

#### Ponti
- Ponte dello sceicco Zayed (2007–2010), Abu Dhabi, Emirati Arabi Uniti
- Ponte-Padiglione dell'Expo 2008 (2008), Saragozza, Spagna

#### Musei
- Museo nazionale delle arti del XXI secolo (MAXXI) (1999–2010), Roma, Italia. Vincitore del Premio Stirling nel 2010.
- Messner Mountain Museum (2014), Plan de Corones, Italia[8]
- Ampliamento dell'Ordrupgaard Museum (2001–2005), Copenaghen, Danimarca
- Riverside Museum (2007–2010), Glasgow, Scozia
- Museo della Scienza Phaeno (2005), Wolfsburg, Germania
- Eli & Edythe Broad Art Museum (2010–2012), East Lansing, Michigan, USA
- Messner Mountain Museum Corones (2013–2015), Alto Adige, Italia
- Rosenthal Center for Contemporary Art (1997–2003), Cincinnati, Ohio, Stati Uniti
- Broad Art Museum (2007–2012), East Lansing, Michigan, USA
- Vitra Fire Station (1990–1993), Weil am Rhein, Germania

#### Complessi
- Progetto residenziale IBA-Block 2 (1993), Berlino, Germania
- CityLife Milano Residential Complex (2004–2014), Milano, Italia[9]
- Zaha Hadid Haus o Complesso residenziale del viadotto di Spittelau, (1994–2005), Vienna, Austria
- Evelyn Grace Academy (2006–2010) Brixton, Londra, Regno Unito. Vincitore del Premio Stirling nel 2011.
- Galaxy SOHO (2009–2012), Pechino, Cina
- Sky SOHO (2010-2014), Shanghai, Cina[10]
- Leeza SOHO (2015-2019), Pechino, Cina
- Wangjing SOHO (2009–2014), Pechino, Cina

#### Grattacieli
- Torre Hadid (2014–2017), Milano, Italia
- Torre CMA CGM (2004–2011), Marsiglia, Francia

#### Centri culturali
- Centro culturale Heydər Əliyev (2007–2012), Baku, Azerbaigian
- Dongdaemun Design Plaza (2009–2014), Seul, Corea del Sud

#### Aeroporti
- Aeroporto Internazionale di Pechino-Daxing (2014-2019)

#### Stazioni
- Stazione marittima di Salerno (2005–2016), Salerno, Italia
- Stazione di Napoli Afragola (2003–2017), Afragola, Italia
- Stazioni della funicolare Hungerburgbahn (2004–2007), Innsbruck, Austria

#### Padiglioni
- Padiglione estivo per Serpentine Gallery (2000), Londra, Regno Unito
- Padiglione per R. Lopez de Heredia Vina Tondona, (2001), Barcellona, Spagna
- Padiglione per BluePrint Magazine (1995), Birmingham, Regno Unito
- Padiglione Music Video Gronigen (1990), Paesi Bassi
- Chanel Mobile Art Pavilion (2006–2008) (in tutto il mondo) Tokyo, Hong Kong, New York, Londra, Parigi, Mosca
- Burnham Pavillon (2009), Chicago, Stati Uniti

#### Edifici polifunzionali
- Pierres Vives (2002–2012), Montpellier, Francia[11]

#### Edifici residenziali
- 520 West 28th Street (2014–2017), New York, USA[12]
- Innovation Tower del Jockey Club (2007–2014), Hong Kong, Cina
- Dominion Office Building(2012–2015), Mosca, Russia[13]

#### Centri commerciali
- Citylife Shopping District (2004–2017), Milano, Italia[14]

#### Teatri
- Guangzhou Opera House (2010), Canton, Cina

#### Impianti sportivi
- Trampolino di Bergisel (1999–2002), Innsbruck, Austria
- London Aquatics Centre (2007–2012), Londra, Regno Unito

#### Alberghi
- Hotel Puerta America (2005), Madrid, Spagna

#### Altri edifici
- Folly (990), Osaka, Giappone
- Landscape Formation One (LF One) (1996–1999), Weil am Rhein, Germania
- Mind Zone, Millennium Dome (1999), Londra, Regno Unito
- Terminal intermodale Hoenheim-Nord (2001), Strasburgo, Francia
- Snow and Ice Installation, Snow Show (2004), Lapponia
- BMW Central Building (2001–2005), Lipsia, Germania
- Showroom BMW (2006), Lipsia, Germania
- Maggie's Centres (2001–2006), Scozia, Regno Unito
- R. Lopez de Heredia Winery (2006), Haro, Spagna
- Roca London Gallery (2009–2011) nel porto di Chealsea, Londra, Regno Unito
- Investcorp Building (2013–2015), Oxford, Regno Unito

### Varie
- Ha disegnato la scena del palcoscenico dei concerti del Nightlife Tour dei Pet Shop Boys, dirigendone anche la costruzione, per tutto il 1999 e 2000. È possibile vedere i suoi lavori nel DVD dei Pet Shop Boys intitolato Montage: The Nightlife Tour.
- Ha disegnato per Lacoste una collezione di calzature.
- Ha collaborato in varie occasioni con lo stilista Karl Lagerfeld, e per Chanel ha disegnato un atelier.

### Progetti in via di realizzazione
- Biblioteca Universitaria (2008–2010), Siviglia, Spagna
- Chennai Office Building (2008- ), Chennai, India
- Edifici Campus Spiralling Tower (2006–2010), Barcellona, Spagna
- The Opus Tower Dubai (2007-2012), Dubai, Emirati Arabi
- One North Masterplan (2001-2020), Singapore
- Jesolo Magica (2011-2012), Jesolo, Italia
- Museo Guggenheim (2004-2012), Taiwan
- Museo Betile (2006-), Cagliari, Italia
- Rhegium Waterfront (2007-), Reggio Calabria, Italia[15]
- Stone Towers (2009), Il Cairo, Egitto
- Cairo Expo City (2009/2011), Hong Kong, Cina
- Lilium Tower (2009/2012), Varsavia, Polonia
- King Abdullah Petroleum Studies and Research Center, Progettista e consulente principale, (in costruzione), Riyadh, Arabia Saudita
- Mandarin Oriental Villa D a Dellis Cay (2012) (casa privata in costruzione), Dellis Cay, Turks e Caicos
- Dorobanti Tower (2009-2013), Bucarest, Romania
- Nuova Capitaneria di Porto (2009-2013), Anversa, Belgio
- New Century City Art Center, Chengdu, Cina[16]
- Grand Theatre de Rabat (2015), Rabat, Marocco
- Masterplan della penisola di Zorrozaurre (2010/2030), Bilbao, Spagna

Nel 2010 il governo iracheno ha commissionato a Zaha Hadid la progettazione del nuovo edificio per la Banca centrale irachena; questo fu il suo primo progetto nel suo Paese d'origine. Un altro lavoro include Pierres Vives, il nuovo edificio dipartimentale record (ospita tre istituzioni, vale a dire, l'archivio, la biblioteca e il reparto sportivo), per il dipartimento francese Hérault, a Montpellier.
Nel 2008, il progetto per la Vilnius Guggenheim Hermitage Museum è stato nominato come il migliore. Inoltre, ha progettato la Innovation Tower per l'University del Politecnico di Hong Kong, completata nel 2013; la Chanel Mobile Art Pavilion, visualizzata a Hong Kong nel 2008. Nel 2010 ha completato un nuovo edificio: l'Evelyn Grace Academy di Londra.

### Disegno industriale
Fra le sue attività ci sono anche molti progetti inerenti al mondo del disegno industriale e non solo a quello architettonico. Nel 2008, per esempio, la designer irachena ha realizzato, per l'azienda italiana Serralunga, Flow: un particolare vaso in polietilene modellato come una scultura a tutto tondo che mostra un profilo diverso da ogni angolazione lo si guardi. Il fascino del vaso è dato non solo dalla particolare forma quasi organica che si contrappone alla pulizia della superficie laccata, ma anche dalle generose dimensioni, difatti è stato realizzato in due grandezze, la più grande è di 2 metri di altezza, la più piccola di 1,20 m. Flow è realizzato tramite il sistema produttivo a stampaggio rotazionale.

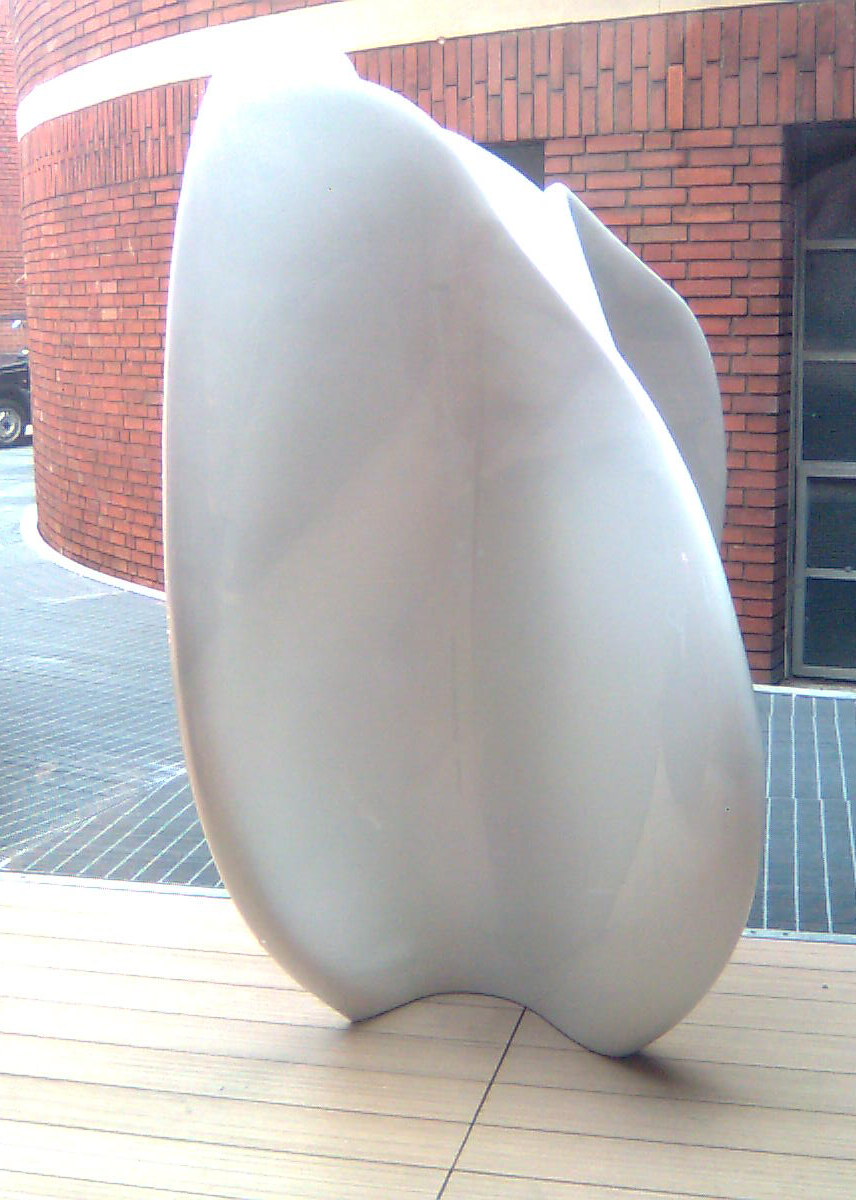
Il vaso Flow, per Serralunga (modello Flow L altezza 200 cm)
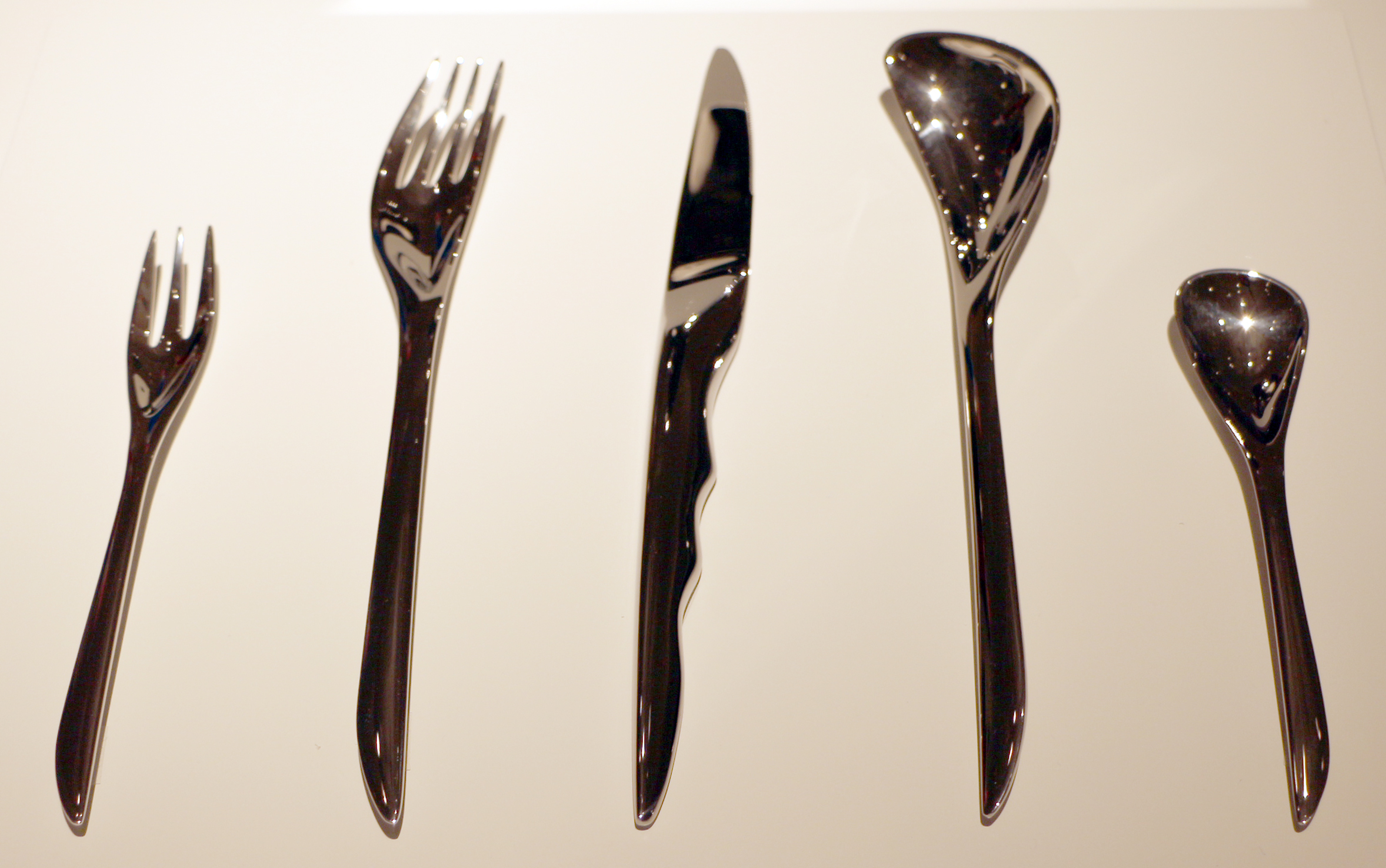
Posate, 2007, per WMF. Acciaio inossidabile. Indianapolis Museum of Art
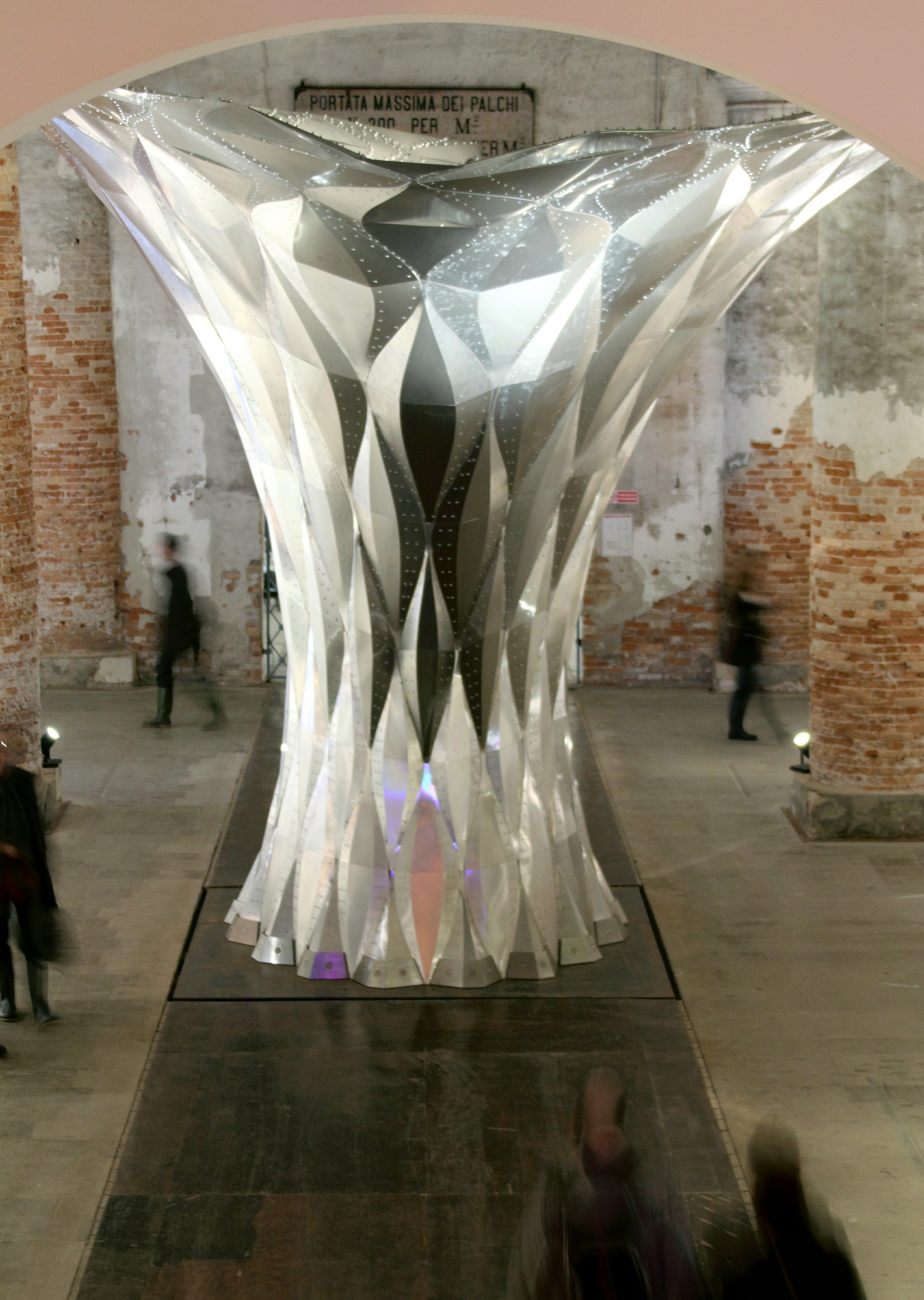
The Arum Shell. Installazione per la Biennale di Venezia 2012, con la collaborazione di Patrik Schumacher. Metallo pieghettato.
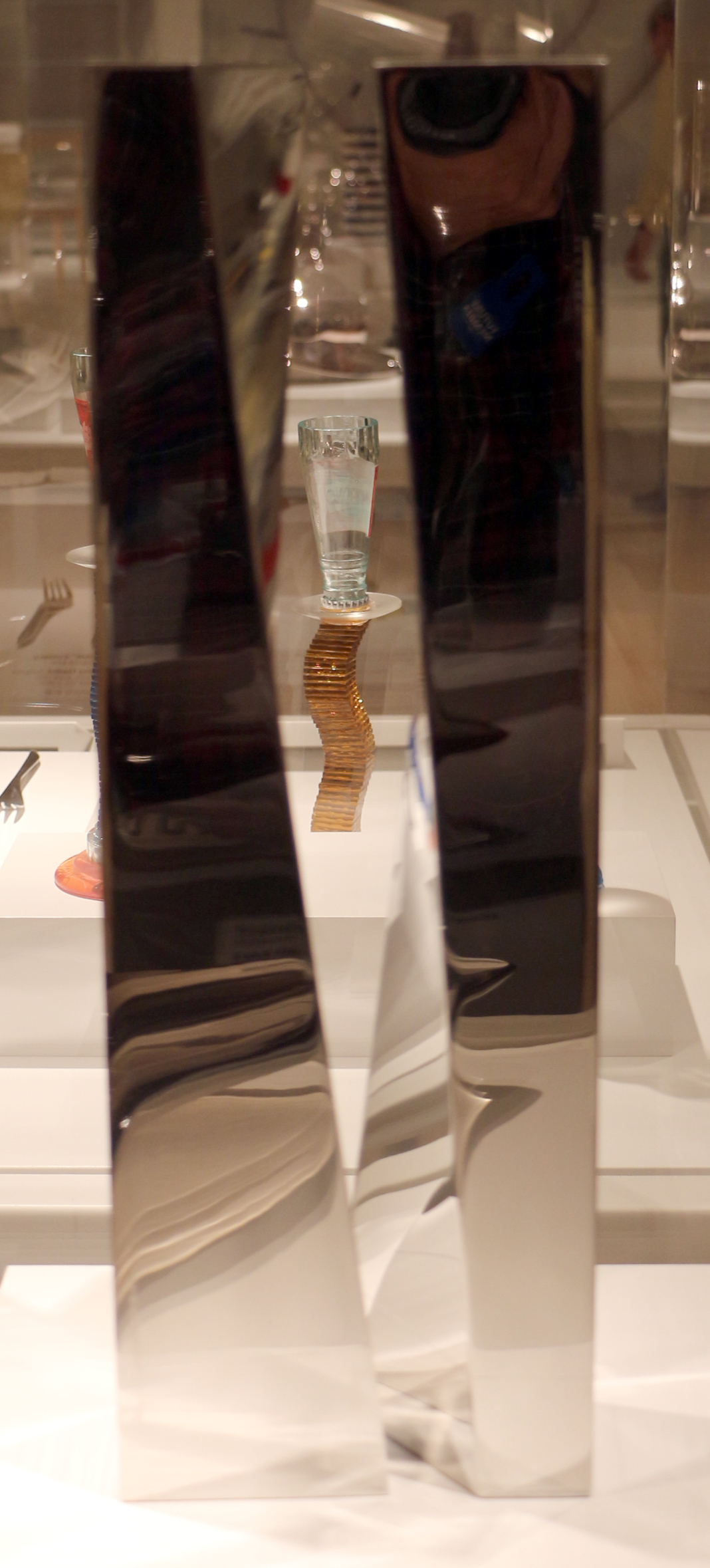
Vasi da fiori Crevasse, 2005, per Alessi. Acciaio inossidabile. Indianapolis Museum of Art
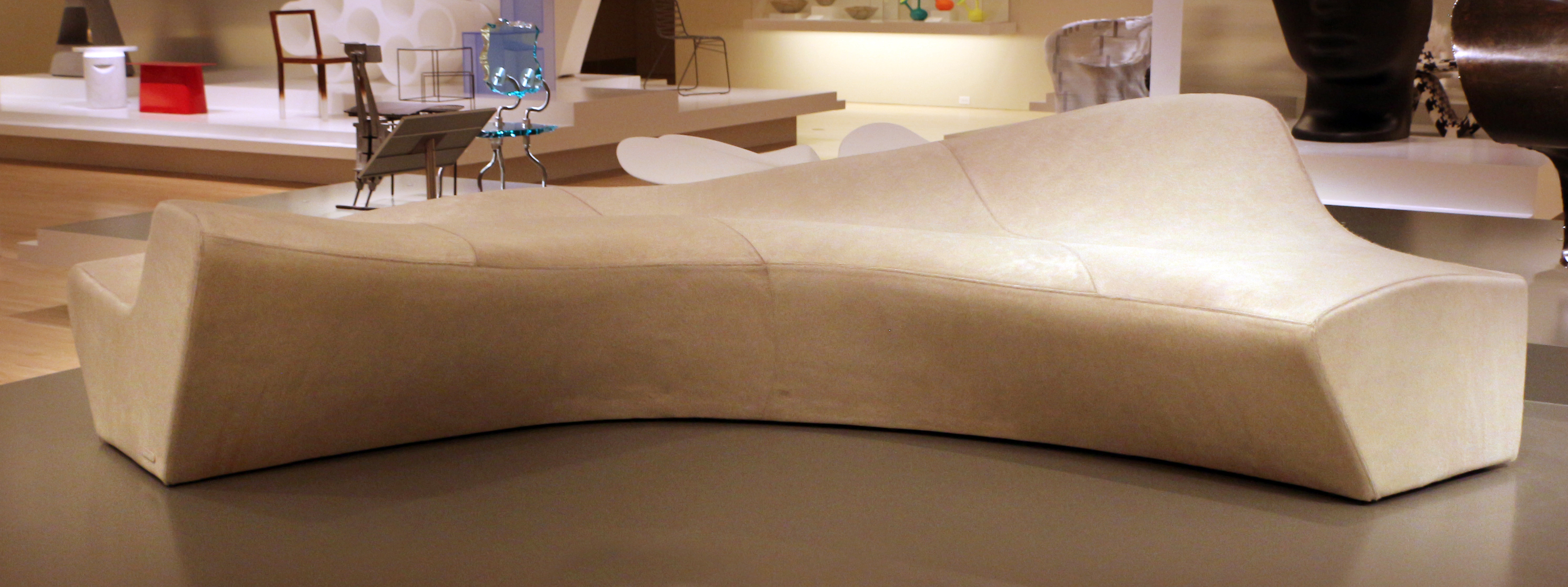
Moraine divano, 2000, per Sawaya & Moroni. Struttura in schiume ignifughe a varia densità, rivestimento in tessuto, pelle o cavallino. Indianapolis Museum of Art
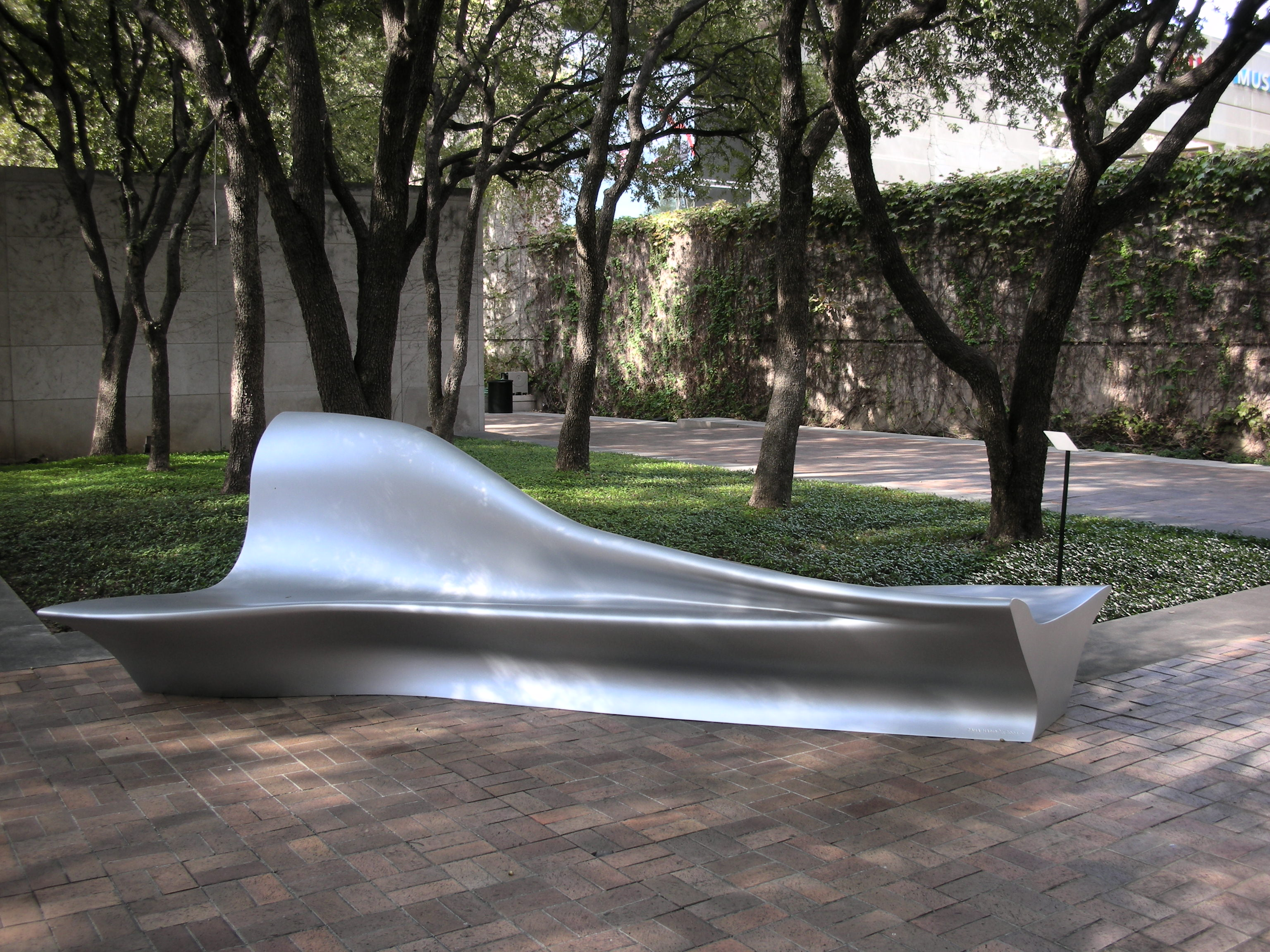
Panchina, alluminio, progettato nel 2003, eseguito nel 2006. Dallas Museum of Art
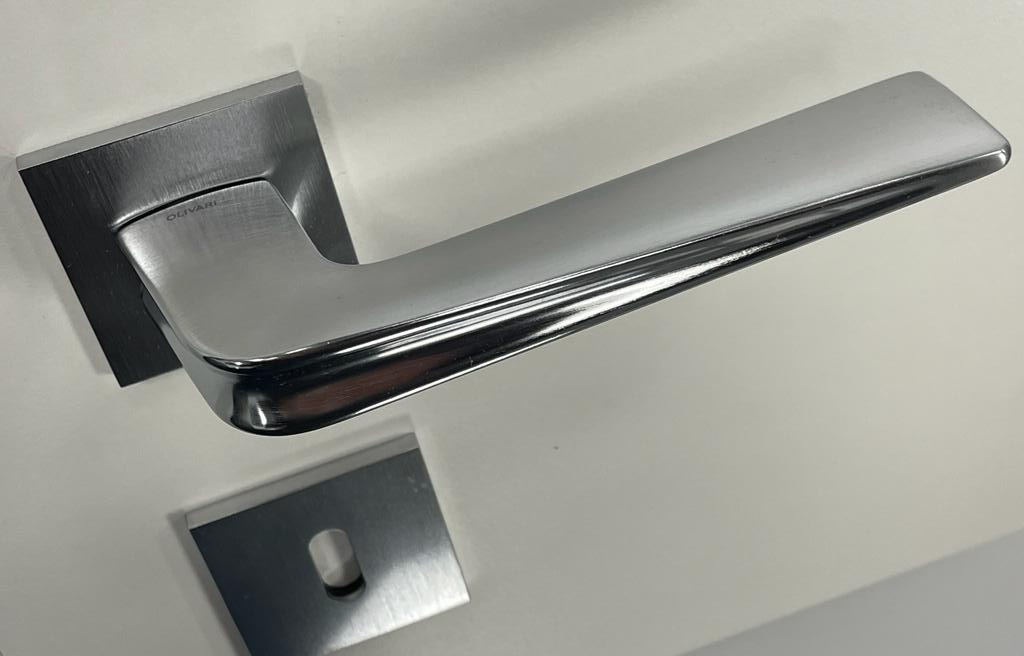
Maniglia Chevron, 2015, per Olivari, New York

### Scritti
- Zaha Hadid, Patrik Schumacher, Latent Utopias. Experiments within Contemporary Architecture, Springer, Wien 2002
- Zaha Hadid, "Millennium Dome 2000: Mind Zone, Londra Greenwich/Mind Zone, London Greenwich (dalla relazione di progetto/from the architect's report)", su Domus 825, aprile 2000, "Millennium Dome 2000" pp. 20–27
- Zaha Hadid, Helene Binet, Architecture of Zaha Hadid in Photographs of Hélène Binet, Lars Müller Verlag, Baden 2000
- Zaha Hadid, "Padiglione LF One/LF One Pavilion. Weil am Rhein 1999", su Casabella 670, settembre 1999, "Profili" pp. 24–33, 89-91
- Zaha Hadid, "Addressing the Century. Allestimento/Exhibition design. London 1999", su Casabella 670, settembre 1999, "Profili" pp. 34–35, 89-91
- Zaha Hadid, "Centro per le Arti Contemporanee/Contemporary Arts Center. Roma 1999", su Casabella 670, settembre 1999, "Profili" pp. 36–41
- Zaha Hadid, "Centro per le Arti Contemporanee/Contemporary Arts Center. Cincinnati 1998", su Casabella 670, settembre 1999, "Profili" pp. 42–47, 90
- Zaha Hadid, Zaha Hadid. The complete Buildings and Projects, Rizzoli International Publications, 1998
- Zaha Hadid, LF one. Landscape Formation one in Weil am Rhein, Germany, Birkhauser, Basel 1999

## Mostre
- Zaha Hadid - Exhibition, Venezia, Palazzo Franchetti, Fondazione Berengo, 27 maggio/27 novembre 2016
- Opere e progetti di Zaha Hadid, Padova, Palazzo della Ragione, 27 ottobre 2009/1º marzo 2010
- Zaha Hadid, New York, Rove Sonnabend Gallery, 1º novembre/13 dicembre 2008
- Andrea Palladio and Contemporary Architects: Zaha Hadid and Patrick Schumacher, Venezia, Villa Foscari La Malcontenta, 14 settembre/23 novembre 2008
- Zaha Hadid, Architecture + Design, London, Design Museum, 29 giugno/31 ottobre 2007
- Zaha Hadid, Patrik Schumacher, Dune Formations, Venezia, Scuola dei Mercanti, 10 giugno/31 agosto 2007
- Zaha Hadid: Thirty Years in Architecture, New York, Solomon R. Guggenheim Museum, 3 giugno/25 ottobre 2006
- Zaha Hadid Laboratory, New York, National Building Museum, 17 agosto/17 novembre 2002
- Zaha Hadid. Opere e progetti, Roma, Centro Nazionale per le Arti Contemporanee, 10 maggio/11 agosto 2002
- Zaha Hadid. Urban Architecture, Berlin, Aedes East, 8 dicembre 2000/30 gennaio 2001